# Ulysse Chevalier
Cyr Ulysse Joseph Chevalier (Rambouillet, 24 febbraio 1841 – Romans-sur-Isère, 27 ottobre 1923) è stato un presbitero, bibliografo e storico francese, noto per gli studi critici sulla Sacra Sindone di Torino e sulla Basilica della Santa Casa di Loreto.
Fu professore di storia medievale all'Università Cattolica di Lione.

## Biografia
Figlio del medico militare e storiografo locale Jean André Ulysse Chevalier (Romans. 1804- Romans, 1893) e di Marie Sophie Roux, cugino dell'erudito Jules Chevalier (Romans, 1845 - Romans, 1922), fu ordinato sacerdote nel 1866, ma si dedicò al ministero pastorale solo in modo saltuario, preferendogli il lavoro di storico e ricercatore di fonti archivistiche. Professore al Grand Séminaire, fu il pupillo di Paul Émile Giraud, che nel 1866 lo raccomandò a Léopold Delisle, e successivamente divenne docente alla Facoltà cattolica di Lione.
Pubblicò le Regeste Dauphinois sulla storia del Delfinato e il cartulario della chiesa e della città di Die (nel 1868), dell'abbazia di Saint-André-le-Bas a Vienne (nel 1869), dell'abbazia di Monastier (nel 1884) e di quella di Notre-Dame a Bonnevaux (nel 1889), l'inventario dei fondi archivistici di Vienne, e una Bibliothèque liturgique ("Biblioteca liturgica") in 6 volumi pubblicati fra il 1893 e il 1897, di cui il terzo e il quarto formano ilRepertorium hymnologicum che contiene 20.000 voci relative all'innologia medievale.
Il 22 luglio 1871 fu eletto membro aggregato dell'Accademia delle Scienze, delle Lettere e delle Belle Arti di Savoia..
Il 26 febbraio 1893 divenne socio dell'Accademia delle scienze di Torino.
Il suo testo fondamentale è il Répertoire des sources historiques du Moyen Âge ("Repertorio delle risorse storiche del Medioevo"). La prima parte dal titolo  Bio-Bibliographie fu realizzata dal 1875 al 1886 e contiene i nomi di tutte le personalità storiche menzionate nei libri pubblicati dall'anno 1 al 1.500. La second parte Topo-Bibliographie, completata dal 1894 al 1903, contiene non soltanto i nomi di tutti i luoghi manzionati nei libri di storia di medievale, ma più in generale tutto ciò che non è compreso nella parte iniziale.
Il Répertoire è una miniera di informazioni utili e costituisce una delle più importanti raccolte bibliografiche per lo studio della storia medievale, nella quale l'abate e più tardi canonico Chevalier trattò le questioni religiose in modo critico. Nel 1912 fu nominato membro dell'Académie des inscriptions et belles-lettres.
Rintracciò alcuni particolari storici della Sindone, che egli giudicò un sudario (databile al XIV secolo).
Lo scritto Notre-Dame-de-Lorette, étude critique sur l'authenticité de la Santa Casa tenta di smentire l'autenticità del luogo mediante documenti storici autentici.
Ricevette il lascito del canonico Joseph-Hyacinthe Albanès (1822-1897), che dedicò la sua vita alla raccolta dei documenti della storia ecclesiastica della Francia meridionale, pubblicati nel 1895 nel tomo intitolato Gallia christiana novissima, e fu incaricato di portare avanti la sua opera.

## Premi e riconoscimenti
- 21 aprile 1870: Ordine della Palme accademiche;
- 11 luglio 1871: membro aggregato dell'Académie des sciences, belles-lettres et arts de Savoie;
- aprile 1875: ufficiale dell'istruzione pubblica;
- 21 aprile 1877: cavaliere della Legion d'onore;
- 26 febbraio 1893 divenne socio dell'Accademia delle scienze di Torino
- 1912: eletto membro dell'Académie des inscriptions et belles-lettres;
- 12 agosto 1922: ufficiale della Legion d'onore.[6]